# Campylocentrum helorrhizum
Campylocentrum helorrhizum là một loài thực vật có hoa trong họ Lan. Loài này được (Dod) Nir mô tả khoa học đầu tiên năm 2000.